# محطة معالجة مياه الصرف الصحي في أركاتا ومحمية الحياة البرية

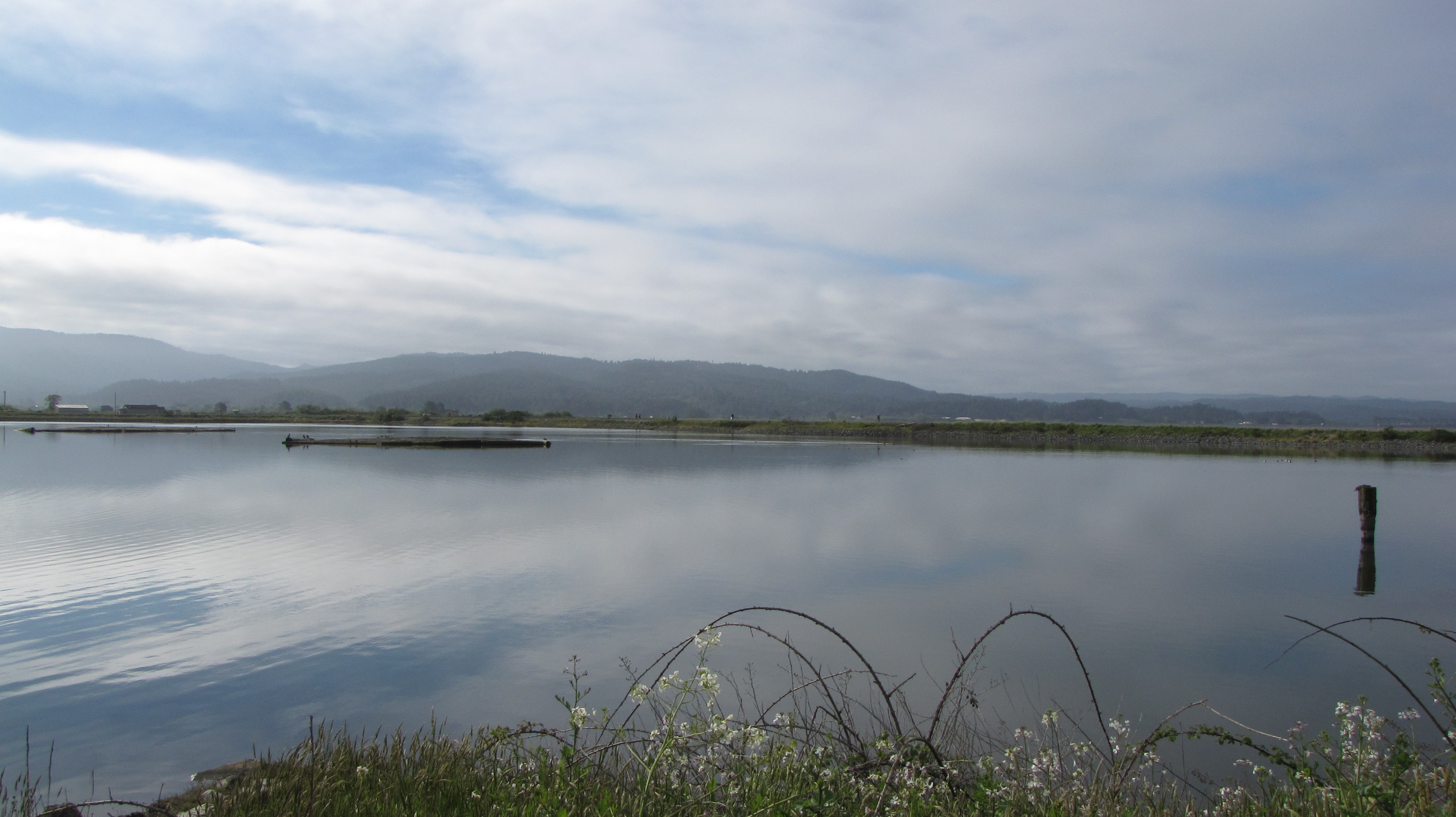
اطلالة من الطرف الجنوبي من مستنقع أركاتا

محطة معالجة مياه الصرف الصحي في أركاتا ومحمية الحياة البرية المجاري نظام إدارة مبتكر تستخدمه مدينة أركاتا ، كاليفورنيا.
يتم استخدام سلسلة من أحواض الأكسدة ، معالجة الأراضي الرطبة وتعزيز المستنقعات لترشيح نفايات الصرف الصحي. تعتبر الأهوار أيضًا بمثابة ملجأ للحياة البرية ، وتقع على طريق المحيط الهادئ. يعد مستنقع أركاتا وجهة شهيرة للطيارين. حصل الأهوار على جائزة الابتكارات في الحكومة من مؤسسة فورد / جامعة هارفارد كلية كينيدي للحكومة. تم تسمية العديد من مجمعات التجمعات في الأهوار ، المسماة «البحيرات» ، على اسم الجهات المانحة والمواطنين الذين ساعدوا في بدء مشروع الأهوار ، بما في ذلك أساتذة جامعة ولاية همبولت جورج ألين وروبرت أ جيرهارت الذين ساعدوا في إنشاء مستنقع أركاتا. في عام 1969 ، بدأ ألن أيضًا مشروعًا للاستزراع المائي في الأهوار لرفع السالمونيد في خليط من مياه البحر والمياه المعالجة جزئيًا. على الرغم من كونها مجاري فعالة ، إلا أن سلسلة البحيرات في الهواء الطلق تنبعث منها رائحة ، وهي وجهة شهيرة لـ مراقبة الطيور، ركوب الدراجات والركض .

## معالجة الصرف الصحي

### تتم عمليةمعالجة مياه الصرف الصحيعلى مراحل
1- المعالجة الأولية (اكتملت عام 1949): يتم الاحتفاظ بمياه الصرف الصحي في خزانات الترسيب حيث تتم إزالة الحمأة ومعالجتها لاستخدامها كسماد.
2- المعالجة الثانوية (اكتمل عام 1957): يتم ضخ النفايات السائلة الأولية في أحواض الأكسدة (هنا تقوم البكتيريا بتفكيك النفايات).
3- التطهير (اكتمل في عام 1966): يتم التخلص من النفايات السائلة الثانوية لقتل الممرض وإزالة الكلور لتجنب تلف البيئات الطبيعية.
4- العلاج الثلاثي (تنافس عام 1986): يتم وضع النفايات السائلة المطهرة في المستنقعات الصناعية حيث يتم تطهيرها بواسطة القصب والقطط والبكتيريا.
5- التطهير: يتم معالجة الكلور المتدفق من النفايات السائلة لقتل مسببات الأمراض الناتجة عن روث الطيور وإزالة الكلور لتجنب إتلاف البيئات الطبيعية.

## العلاج والتعزيز
يتم معالجة مياه الصرف الصحي من مدينة أركاتا وإطلاقها إلى خليج همبولت عبر توجيه التدفق المعقد عبر عدد من البرك المتاخمة والأراضي الرطبة والمستنقعات. قد يتشابه تشابه ميزات المعالجة مع بيئات الخليج الطبيعية في غموض محتمل حول المكان الذي تتوقف فيه مياه الصرف الصحي عن اعتبار أن مياه الصرف الصحي المعالجة جزئيًا وتفي بأهداف التحسين لـ سياسة خلجان كاليفورنيا ومصبات الأنهار. يتضمن نظام معالجة مياه الصرف الصحي كل من الأراضي الرطبة المعالجة و الأهوار المحسنة. تحسن الأراضي الرطبة العلاجية جودة تدفق برك الأكسدة لتلبية التعريف الفيدرالي لـ المعالجة الثانوية. يعتبر التطهير وإزالة الكلور الخطوة الأخيرة في عملية معالجة مياه الصرف الصحي. يمكن تصريف المياه العادمة المطهرة إما إلى خليج همبولت أو إلى الأهوار المحسنة. تعمل مستنقعات التحسين على تنقية مياه الصرف وتوفير موائل الأراضي الرطبة. يتم تطهير سائل مستنقعات التحسين لتحسين مؤشر القولون التغييرات من الطيور باستخدام موطن تحسين مستنقعات العلاج الثلاثي. بعد مغادرة الأراضي الرطبة المعالجة ، يتم خلط النفايات السائلة بالمياه العائدة من مستنقعات التحسين . الطيور البرية براز تحتوي على بكتيريا القولون مشابهة لتلك الموجودة في مياه المجاري البشرية. يقتصر الوصول الترفيهي على المناطق التي تلقت فيها النفايات السائلة المعالجة الثانوية والتطهير.

## الملوثات التقليدية أو بقايا الأراضي الرطبة
تستخدم نباتات الأراضي الرطبة طاقة ضوء الشمس لإنتاج خمسة إلى عشرة أضعاف الكتلة الحيوية من الكربوهيدرات لكل فدان مثل حقل قمح . المخلفات من تحلل نباتات الأراضي الرطبة تشكل قاعدة سلسلة غذائية للكائنات المائية والطيور و الثدييات. قد لا يدرك الأفراد الذين يقدرون بيئات الأراضي الرطبة خصائص النفايات السائلة ضروري لإطلاق المياه العادمة المعالجة إلى خليج همبولدت. على الرغم من عدم وجود دليل على الضرر الذي يلحق بالحياة البرية ، يقترح بعض المنظمين خطرًا محتملاً على الحياة البرية باستخدام الأراضي الرطبة المُعالجة بسبب عدم وجود أبحاث مهمة حول تعرض الحياة البرية للنفايات السائلة المعالجة جزئيًا والتراكم المحتمل للمواد الكيميائية التي يتم إزالتها من المتدفقة في عمليات معالجة الأراضي الرطبة. يقلل البحث المستمر في جامعة ولاية همبولدت من المخاطر المحتملة على الأراضي الرطبة والحياة البرية في خليج همبولدت.
تولد مدينة أركاتا متوسط حجم 2.3 مليون غالون أمريكي (8,700 م3) من مياه الصرف الصحي يوميًا. يزيد هطول الأمطار الشتوية على مساحة كبيرة من أحواض المعالجة والمستنقعات من حجم النفايات السائلة التي يتم تصريفها من نظام معالجة الأراضي الرطبة إلى 16.5 مليون غالون أمريكي (62,000 م3) يوميًا. النظام الوطني للقضاء على تصريف الملوثات  يتطلب شهريًا متوسط تركيزات السوائل من الطلب على الأكسجين البيوكيميائي وإجمالي المواد الصلبة العالقة بحيث لا تزيد عن 30 مجم / لتر ،  مع متطلبات إضافية لإزالة 85 في المائة من الكميات المقاسة في مياه الصرف الصحي غير المعالجة من مدينة أركاتا. لسوء الحظ ، عند قياس التركيزات الخارجة من الأراضي الرطبة العلاجية ، لا هذه التحليلات يمكن أن تميز الطرق بين وصول الملوثات التقليدية غير المنقولة أصلاً إلى مياه الصرف الصحي ، أو بقايا النباتات المتحللة في الأراضي الرطبة ؛ لذا قد تنطبق القيود على مجموع كليهما.

## الحياة البرية
يشمل محمية أركاتا مارش والحياة البرية 307 فدانًا من الأراضي الواقعة على طول طريق المحيط الهادئ. تم تسجيل أكثر من 327 نوعًا من الطيور في الملجأ. العديد من أنواع النباتات الثدييات والأسماك والحشرات والزواحف والبرمائيات تعيش في الأهوار. وتشمل هذه قضاعة النهر ، الثعالب الرمادية ، الضفدع ذو الأرجل الحمراء ، قشور المياه ، البوبكات ، الظربان المخطط ، فرس النبي وثعبان الرباط الأحمر.

## مركز أركاتا مارش التفسيري
يدير أصدقاء مستنقع أركاتا(FOAM) مركز أركاتا مارش التفسيري التفسيري الذي يحتوي ع معارض حول عمليات محطة المعالجة وأهمية الأهوار وعن النباتات والحيوانات التي تعيش هناك. المعلمون المتطوعون يعطون جولات في الأهوار. يتم تقديم برامج التعليم للمدرسة والكشافة والمجموعات الأخرى، وكذلك برامج المخيم الصيفي.